# Tapholeon ornatus
Tapholeon ornatus är en kräftdjursart som beskrevs av Wells 1967. Tapholeon ornatus ingår i släktet Tapholeon och familjen Laophontidae. Inga underarter finns listade i Catalogue of Life.